# 布列亚
布列亚（羅馬化：Bureya）是俄罗斯阿穆尔州的市级镇，属布列亚区，位于布列亚河支流秋坎河（Тюкан）畔，在区行政中心新布列伊斯基西北约5（3.1英里）处。
该地2021年有人口3,942人；2010年人口4,833；2002年人口5,598；1989年人口6,736。